# Пениг
Пениг (нем. Penig) — город в Германии, в земле Саксония. Подчинён административному округу Хемниц. Входит в состав района Средняя Саксония.  Население составляет 9640 человек (на 31 декабря 2010 года). Занимает площадь 63,31 км². Официальный код  —  14 1 82 330.
Город подразделяется на 13 городских районов.